# Жуан Діксон Карвальйо
Жуан Діксон Карвальйо (порт. João Dickson Carvalho, нар. 29 грудня 1952, Сан-Паулу) — бразильський футболіст, що грав на позиції нападника за низку бразильських і японських клубних команд. Насамперед відомий як один з провідних бомбардирів японської футбольної першості другої половини 1970-х років.

## Ігрова кар'єра
У дорослому футболі дебютував виступами за команду «Гуарані» (Кампінас). Згодом також грав на батьківщині за «Барретос», «Флуміненсе», «Порто Алегре» та «Ріо-Прето».
1974 року став одним з бразильців, яких було запрошено до чемпіонату Японії для підвищення рівня місцевого футболу. Корвальйо став гравцем  «Фудзіти», де відразу став лідером атак, захищав кольори команди до 1982 року. Протягом цього часу тричі допоміг команді стати чемпіоном Японії, регулярно включався до символічних збірних японської футбольної першості. 1977 року з 23 голами став найкращим бомбардиром чемпіонату і був визнаний найкращим футболістом року в Японії. Наступного року знову став переможцем у суперечці бомбардирів Японської футбольної ліги. Загалом за кар'єру у складі «Фудзіти» мав середню результативність на рівні 0,52 голу за гру першості.
1983 року перейшов до клубу «АНА», за який відіграв ще чотири сезони, після чого вирішив завершити професійну кар'єру футболіста.

## Титули і досягнення

### Командні
- Чемпіон Японії (3):

«Фудзіта»: 1977, 1979, 1981

### Особисті
- Найкращий футболіст року в Японії (1): 1977
- Найкращий бомбардир чемпіонату Японії (2): 1977 (23 голи), 1978 (15 голів, разом з Кунісіге Камамото)